# Леонович, Станислав Викторович
Станислав Викторович Леонович (22 июля 1958, Свердловск — 1 июля 2022) — советский фигурист, выступавший в парном катании. В паре с Мариной Пестовой был серебряным призёром чемпионата мира и Европы (1982), трёхкратным чемпионом СССР (1980, 1982, 1983) и участником Олимпийских игр (1980).
Заслуженный мастер спорта СССР (1982). Заслуженный тренер СССР (1988). Впоследствии — тренер одиночников и спортивных пар во Франции.

## Спортивная карьера
Начал кататься в 7 лет в клубе СКА (Свердловск), затем в паре с Татьяной Муратовой тренировался у Игоря Ксенофонтова, представляя клуб «Спартак». К 1977 году стал мастером спорта. С сезона 1977—78 выступал в паре с Мариной Пестовой. Тренером пары стал Станислав Жук. Уже в декабре 1977 года они заняли 3-е место на турнире на призы газеты «Московские новости». На IV Зимней Спартакиаде народов СССР в Свердловске пара заняла 2-е место. Благодаря этим успехам, они попали в сборную СССР. На первом своём чемпионате мира пара исполнила сложнейшие поддержки на одной руке, две подкрутки — тройной лутц и тройной флип. В 1980 году на чемпионатах Европы и мира впервые получили медали — бронзовые. С. А. Жук включил в произвольную программу две поддержки в четыре оборота (одна из них выполнялась на одной руке). После неудачной произвольной программы на чемпионате СССР в 1981 пара не попала в сборную и пропустила чемпионаты Европы и мира.
Однако уже в следующем году они провели свой самый удачный сезон — выиграли чемпионат СССР и заняли 2-е места на чемпионатах Европы и мира (1982). Во многом это удалось благодаря усложнению программы, в которую была включена сложнейшая подкрутка-аксель в три с половиной оборота. На чемпионате мира 1983 года Пестова — Леонович выступили неудачно (партнерша приземлилась на две ноги на выбросе-тройной сальхов и прыжке двойной аксель, в результате чего их не засчитали), и пара завершила любительскую карьеру.
Стройная, хрупкая, невысокая Марина Пестова и, наоборот, высокий, атлетичный Станислав Леонович удивительно гармонично смотрелись на льду как пара и, соответственно, делали ставку именно на парные элементы — сложнейшие разнообразные поддержки — в произвольной программе 1977/78 были исполнены семь поддержек — и подкрутки, тодесы и тому подобное.
Вошёл в историю и показательный номер с участием двух пар: Черкасовой — Шахрая и Пестовой — Леоновича (а затем даже трёх пар, в том числе Першиной — Акбарова), двигавшихся на льду и исполнявших элементы синхронно (на муз. «Песенка о медведях» А.Зацепина).

## Тренерская карьера
Закончив выступать, Леонович стал тренировать пару Гордеева — Гриньков. После конфликта С. А. Жука с руководством ЦСКА от него к Леоновичу перешли А.Кондрашова, А.Фадеев, вернулась пара Гордеева — Гриньков, которую Леонович привёл к олимпийскому золоту 1988. В начале 1990-х переехал в Гренобль (Франция), работал там два года с детьми, в основном с одиночниками, посещал также Париж, где консультировал пару Абитболь — Бернади, другие пары. В 1993-98 жил и работал в Амневиле. С 1998 работал в парижском «Берси». Тренировал Абитболь — Бернади, затем одиночницу Ванессу Гюсмероли, пару Марилен Пла — Янник Бонер и др.

## Личная жизнь
Был женат на бывшей фигуристке Ольге Макаровой, которая помогала ему ставить программы ученикам. У пары две дочери.

## Результаты
(Выступления в паре с Мариной Пестовой)
| Соревнования       | 77/78         | 78/79         | 79/80         | 80/81         | 81/82         | 82/83         |
| Международные      | Международные | Международные | Международные | Международные | Международные | Международные |
| ------------------ | ------------- | ------------- | ------------- | ------------- | ------------- | ------------- |
| Олимпийские игры   |               |               | 4             |               |               |               |
| Чемпионат мира     | 7             | 5             | 3             |               | 2             | 6             |
| Чемпионат Европы   | 7             | 4             | 3             |               | 2             |               |
| Московские новости | 3             | 1             |               |               |               |               |
| Национальные       |               |               |               |               |               |               |
| Чемпионат СССР     |               | 2             | 1             | 4             | 1             | 1             |
| Спартакиада        | 2             |               |               |               |               |               |